# Insomniac
Insomniac (englisch für „Schlafloser“) ist das vierte Studioalbum der US-amerikanischen Punkrock-Band Green Day, das im Oktober 1995 erschien.

## Entstehung und Veröffentlichung
Die Erstveröffentlichung von Insomniac erfolgte am 6. Oktober 1995 bei Reprise Records. Das Album erschien in seiner Originalausgabe als CD mit 14 Titeln (Katalognummer: 9362-46046-2). Am 24. Juli 2009 erschien das Album erstmals als LP-Ausführung (Katalognummer: 9362460461).
Getextet, komponiert und produziert wurden die Lieder alle gemeinsam von den Green-Day-Mitgliedern Billie Joe Armstrong, Tré Cool und Mike Dirnt. Bei der Produktion erhielt die Band Unterstützung durch Rob Cavallo.

## Stil
In der Dokumentation Green Day: Behind the Music wurde Insomniac als härter und schneller im Vergleich zu seinem Vorgänger Dookie (Januar 1994) bezeichnet; die Liedtexte seien zudem etwas düsterer gestaltet.

## Titelliste
1. Armatage Shanks – 2:17
2. Brat – 1:43
3. Stuck With Me – 2:16
4. Geek Stink Breath – 2:15
5. No Pride – 2:20
6. Bab's Uvula Who ? – 2:07
7. 86 – 2:48
8. Panic Song – 3:38
9. Stuart and the Ave. – 2:04
10. Brain Stew – 3:13
11. Jaded – 1:30
12. Westbound Sign – 2:13
13. Tight Wad Hill – 2:01
14. Walking Contradiction – 2:31

## Singleauskopplungen
| Jahr | Titel                 | Höchstplatzierung, Gesamtwochen, AuszeichnungChartplatzierungen (Jahr, Titel, , Platzierungen, Wochen, Auszeichnungen, Anmerkungen) | Höchstplatzierung, Gesamtwochen, AuszeichnungChartplatzierungen (Jahr, Titel, , Platzierungen, Wochen, Auszeichnungen, Anmerkungen) | Höchstplatzierung, Gesamtwochen, AuszeichnungChartplatzierungen (Jahr, Titel, , Platzierungen, Wochen, Auszeichnungen, Anmerkungen) | Anmerkungen                              |
| Jahr | Titel                 | DE | UK | Rock | Anmerkungen                              |
| ---- | --------------------- | --- | --- | --- | ---------------------------------------- |
| 1995 | Geek Stink Breath     | DE73 (4 Wo.)DE | UK16 (3 Wo.)UK | Rock3 (12 Wo.)Rock | Erstveröffentlichung: 25. September 1995 |
| 1995 | Stuck with Me         | — | UK24 (3 Wo.)UK | — | Erstveröffentlichung: 27. Dezember 1995  |
| 1996 | Brain Stew/Jaded      | — | UK28 Silber · (2 Wo.)UK | Rock3 (25 Wo.)Rock | Erstveröffentlichung: 3. Juli 1996       |
| 1996 | Walking Contradiction | — | — | Rock21 (9 Wo.)Rock | Erstveröffentlichung: 20. August 1996    |

grau schraffiert: keine Chartdaten aus diesem Jahr verfügbar

## Rezensionen
Das Musikmagazin Visions urteilte negativ, dass Insomniac nur eine Gesamtspielzeit von gut 30 Minuten aufweise: „Und für ein zweites Longview ist das offensichtlich zu kurz.“ Stattdessen würden „belangloser Drei-Akkorde-Kram, unbedarfte Liedchen, Schrammel-Stücke zum Abgähnen“ geboten. Lediglich in Panic Song oder Brain Stew würden Green Day andeuten, „wie schön Popmusik mit lauten Gitarren sein könnte“. Alexander Neubacher gab aber zu, wer „Basketcase mochte, wird auch an Insomniac nicht viel auszusetzen haben“, was nach seinen Erfahrungen acht Millionen Menschen sein dürften. „Aber das ist auch schon das einzig wirklich Erstaunliche an Green Day.“

## Kommerzieller Erfolg

### Chartplatzierungen
| ChartsChartplatzierungen       | Höchstplatzierung | Wochen |
| ------------------------------ | ----------------- | ------ |
| Deutschland (GfK)              | 12 (19 Wo.)       | 19     |
| Österreich (Ö3)                | 2 (16 Wo.)        | 16     |
| Schweiz (IFPI)                 | 8 (12 Wo.)        | 12     |
| Vereinigte Staaten (Billboard) | 2 (40 Wo.)        | 40     |
| Vereinigtes Königreich (OCC)   | 8 (12 Wo.)        | 12     |

| ChartsJahrescharts (1995)      | Platzierung |
| ------------------------------ | ----------- |
| Vereinigte Staaten (Billboard) | 146         |

| ChartsJahrescharts (1996)      | Platzierung |
| ------------------------------ | ----------- |
| Vereinigte Staaten (Billboard) | 48          |

### Auszeichnungen für Musikverkäufe
| Land/Region                  | Auszeichnungen für Musikverkäufe (Land/Region, Auszeichnung, Verkäufe) | Verkäufe  |
| ---------------------------- | ---------------------------------------------------------------------- | --------- |
| Argentinien (CAPIF)          | Gold                                                                   | 30.000    |
| Australien (ARIA)            | Platin                                                                 | 70.000    |
| Brasilien (PMB)              | Gold                                                                   | 100.000   |
| Deutschland (BVMI)           | Gold                                                                   | 250.000   |
| Finnland (IFPI)              | Gold                                                                   | 21.350    |
| Japan (RIAJ)                 | Platin                                                                 | 200.000   |
| Kanada (MC)                  | 2× Platin                                                              | 200.000   |
| Neuseeland (RMNZ)            | Platin                                                                 | 15.000    |
| Österreich (IFPI)            | Gold                                                                   | 25.000    |
| Spanien (Promusicae)         | Gold                                                                   | 50.000    |
| Vereinigte Staaten (RIAA)    | 2× Platin                                                              | 2.000.000 |
| Vereinigtes Königreich (BPI) | Platin                                                                 | 300.000   |
| Insgesamt                    | 6× Gold · 8× Platin ·                                                  | 3.151.350 |

Hauptartikel: Green Day/Auszeichnungen für Musikverkäufe